# Paulo Castilho
Paulo Guilherme Pires de Lima de Castilho (* 10. Februar 1944 in Matosinhos, Distrikt Porto, Portugal) ist ein portugiesischer Diplomat und Schriftsteller, vornehmlich Romancier.

## Leben
Castilho stammt aus einer Diplomaten- und Schriftsteller Familie. Seine Eltern waren der Diplomat und Essayist Guilherme de Castilho und seine Mutter die Schriftstellerin Marta de Lima. Seine Schulzeit verbrachte er in Südafrika, Macau, Hongkong und Lissabon.
An der Universität Lissabon studierte er Rechtswissenschaften und ging dann in den Diplomatischen Dienst Portugals. So arbeitete er an der portugiesischen Botschaft in Washington, D.C. (1970–1971) sowie an der portugiesischen Botschaft in London (1980–1985). Dann wurde er selbst ab 1995 portugiesischer Botschafter in Schweden und in Lettland, und ab 2005 in Irland.
Castilho wurde u. a. mit den Eça-de-Queiroz- und Fernando-Namora-Literaturpreisen ausgezeichnet.

## Werk
- O outro lado do espelho, 1984, Roman, als "Rituale der Leidenschaft", 1995 und 1998 auf Deutsch, (Beck- und Glückler Verlag).
- Fora de Horas, 2000, Roman.
- Letra e Musica, 2008, Roman.
- Dominio Publico, 2011, Roman.
- O sonho portugues, 2015, Roman.